# Конвой SO-705 (грудень 1943)
Конвой SO-705 (грудень 1943) — японський конвой часів Другої світової війни, проведення якого відбувалось у грудні 1943 року.
Конвой сформували для проведення групи транспортних суден із Палау (важливий транспортний хаб у західній частині Каролінських островів) до Рабаула — головної передової бази японців в архіпелазі Бісмарка, з якої вони провадили операції на Соломонових островах та сході Нової Гвінеї.
До складу конвою SO-705 увійшли судна «Шоун-Мару», «Койо-Мару», «Мексико-Мару», «Ширанесан-Мару» та «Хоккай-Мару», тоді як склад ескорту наразі неідентифікований.
17 грудня 1943 року судна вийшли з Палау та попрямували на південний схід. Хоча в цей період на комунікаціях архіпелагу Бісмарка активно діяли не лише підводні човни, а й авіація, проходження конвою SO-705 відбулось без інцидентів, і 24 грудня він прибув до Рабаула.
За кілька місяців до того, у липні та серпні 1943 року, між Палау та Рабаулом вже пройшли два конвої з таким саме ідентифікатором SO-705.